# Lliga catalana de bàsquet masculina 1991-1992
Fou la 12a edició de la Lliga catalana de bàsquet.

## Primera ronda[1]
8 de setembre, Poliesportiu Municipal, Salou
| Equip 1    | Marcador | Equip 2 |
| ---------- | -------- | ------- |
| Granollers | 67–63    | Manresa |
| Girona     | 90–87    | Andorra |

## Semifinals
| Equip 1   | Marcador | Equip 2    |
| --------- | -------- | ---------- |
| Barcelona | 92–64    | Granollers |
| Joventut  | 101–67   | Girona     |

| 10 setembre 1991 18:30 | FC Barcelona                                                                         | '92'–64 | Granollers EB                                                                                   | Poliesportiu Municipal, Salou Àrbitres: Mas, Alzuria |
| 10 setembre 1991 18:30 | Resultat per meitats: 44–35, 48–27                                                   |         |                                                                                                 | Poliesportiu Municipal, Salou Àrbitres: Mas, Alzuria |
| 10 setembre 1991 18:30 | Pts: Trumbo 17 Rebs: Coleman 9 Assist: Galilea, Ortiz, San Epifanio 2 Rec: Galilea 3 |         | Pts: Hernández 12 Rebs: Henderson 10 Assist: Creus, Piñero, Millera 1 Rec: Hernández, Millera 2 | Poliesportiu Municipal, Salou Àrbitres: Mas, Alzuria |

| 10 setembre 1991 20:30 | Club Joventut de Badalona                                       | '101'–67 | CB Girona                                                                            | Poliesportiu Municipal, Salou Àrbitres: Mitjana, Fernández |
| 10 setembre 1991 20:30 | Resultat per meitats: 40–32, 61–35                              |          |                                                                                      | Poliesportiu Municipal, Salou Àrbitres: Mitjana, Fernández |
| 10 setembre 1991 20:30 | Pts: Pardo 20 Rebs: Thompson 14 Assist: Pardo 4 Rec: Thompson 3 |          | Pts: Ivanovic 26 Rebs: Middleton 9 Assist: Costa, Puig, Middleton 1 Rec: Middleton 2 | Poliesportiu Municipal, Salou Àrbitres: Mitjana, Fernández |

## Final
| 11 setembre 1991 20:00 | Club Joventut de Badalona                                                        | '87'–73 | FC Barcelona                                                                                         | Palau Sacosta, Girona Assistència: 3.500 espectadors Àrbitres: Amorós, Beltran |
| 11 setembre 1991 20:00 | Resultat per meitats: 40–35, 47–38                                               |         | | Palau Sacosta, Girona Assistència: 3.500 espectadors Àrbitres: Amorós, Beltran |
| 11 setembre 1991 20:00 | Pts: Thompson 25 Rebs: Thompson 10 Assist: T. Jofresa 7 Rec: Smith, T. Jofresa 3 |         | Pts: San Epifianio 17 Rebs: Coleman 6 Assist: Soler, San Epifianio, Solozábal 3 Rec: San Epifianio 4 | Palau Sacosta, Girona Assistència: 3.500 espectadors Àrbitres: Amorós, Beltran |

| Joventut |  | Barcelona |

| Cinc inicial: | Cinc inicial: | Cinc inicial:        | P  | R  | A |
| ------------- | ------------- | -------------------- | -- | -- | - |
| B             | 5             | Rafael Jofresa       | 8  | 0  | 3 |
| E             | 8             | Jordi Pardo          | 6  | 0  | 1 |
| A             | 11            | Harold Pressley      | 3  | 2  | 3 |
| P             | 10            | Cornelius Thompson   | 25 | 10 | 5 |
| P             | 12            | Juan Antonio Morales | 12 | 7  | 0 |
| Suplents:     | Suplents:     | Suplents:            | P  | R  | A |
| P             | 4             | Carlos Ruf           | 2  | 1  | 0 |
| B             | 6             | Tomàs Jofresa        | 19 | 3  | 7 |
| A             | 8             | Jordi Villacampa     | 4  | 0  | 0 |
| A             | 15            | Mike Smith           | 7  | 5  | 1 |
| Entrenador:   |               |                      |    |    |   |
| Manuel Sáinz  |               |                      |    |    |   |

| Campió de la Lliga Catalana 1991       |
| -------------------------------------- |
| Club Joventut de Badalona Cinquè títol |

| Cinc inicial:     | Cinc inicial: | Cinc inicial:     | P  | R | A |
| ----------------- | ------------- | ----------------- | -- | - | - |
| B                 | 5             | José Luis Galilea | 10 | 0 | 1 |
| B                 | 10            | Jordi Soler       | 3  | 0 | 3 |
| E                 | 14            | Roger Esteller    | 4  | 3 | 1 |
| P                 | 12            | Benjamin Coleman  | 13 | 6 | 0 |
| P                 | 11            | José Ortiz        | 7  | 5 | 1 |
| Suplents:         | Suplents:     | Suplents:         | P  | R | A |
| B                 | 7             | Ignacio Solozábal | 12 | 0 | 3 |
| P                 | 8             | Steve Trumbo      | 4  | 4 | 0 |
| A                 | 9             | Lisard González   | 0  | 0 | 0 |
| AP                | 13            | Francisco Zapata  | 4  | 0 | 2 |
| A                 | 15            | Epi               | 17 | 2 | 3 |
| Entrenador:       |               |                   |    |   |   |
| Božidar Maljković |               |                   |    |   |   |